# Phytomyza sii
Phytomyza sii este o specie de muște din genul Phytomyza, familia Agromyzidae, descrisă de Erich Martin Hering în anul 1930.
Este endemică în Germania. Conform Catalogue of Life specia Phytomyza sii nu are subspecii cunoscute.